# Seven Springs (Carolina do Norte)
Seven Springs é uma cidade  localizada no estado norte-americano de Carolina do Norte, no Condado de Wayne.

## Demografia
Segundo o censo norte-americano de 2000, a sua população era de 86 habitantes.
Em 2006, foi estimada uma população de 85, um decréscimo de 1 (-1.2%).

## Geografia
De acordo com o United States Census Bureau tem uma área de
0,9 km², dos quais 0,9 km² cobertos por terra e 0,0 km² cobertos por água. Seven Springs localiza-se a aproximadamente 16 m acima do nível do mar.

## Localidades na vizinhança
O diagrama seguinte representa as localidades num raio de 24 km ao redor de Seven Springs.